# Bataille des gorges de la Mome
Rébellion Bambatha
La bataille des gorges de la Mome est livrée le 10 juin 1906, au KwaZulu-Natal, en Afrique du Sud, pendant la révolte de Bambatha. Elle oppose les troupes locales de la colonie britannique du Natal commandées par le colonel Duncan McKenzie aux insurgés zoulous, dirigés par Bambatha, chef de la tribu des Zondi, en rébellion contre l'autorité coloniale et les taxes auxquelles cette dernière les assujettit. Bambatha est tué dans l'affrontement, qui prend fin avec la défaite des Zoulous.

## Sources
- Donald Featherstone, Victorian colonial warfare, Africa, Cassel book, London, 1992.
- Howard Whitehouse, Battle in Africa 1879-1914, Fieldbooks, Mansfield, 1987.
- (en) Ian Knight, Great Zulu battles, 1838-1906, Edison, N.J, Castle Books, 2003 (1re éd. 1998), 224 p. (ISBN 978-0-785-81569-3)